# Poienarii Burchii
Poienarii Burchii è un comune della Romania di 4 631 abitanti, ubicato nel distretto di Prahova, nella regione storica della Muntenia. 
Il comune è formato dall'unione di 8 villaggi: Cărbunari, Ologeni, Piorești, Podu Văleni, Poienarii Burchii, Poienarii-Rali, Poienarii Vechi, Tătărăi.